# Armadillidium pujetanum
Armadillidium pujetanum is een pissebed uit de familie Armadillidiidae. De wetenschappelijke naam van de soort is voor het eerst geldig gepubliceerd in 1910 door Verhoeff.